# Alfred Janigk

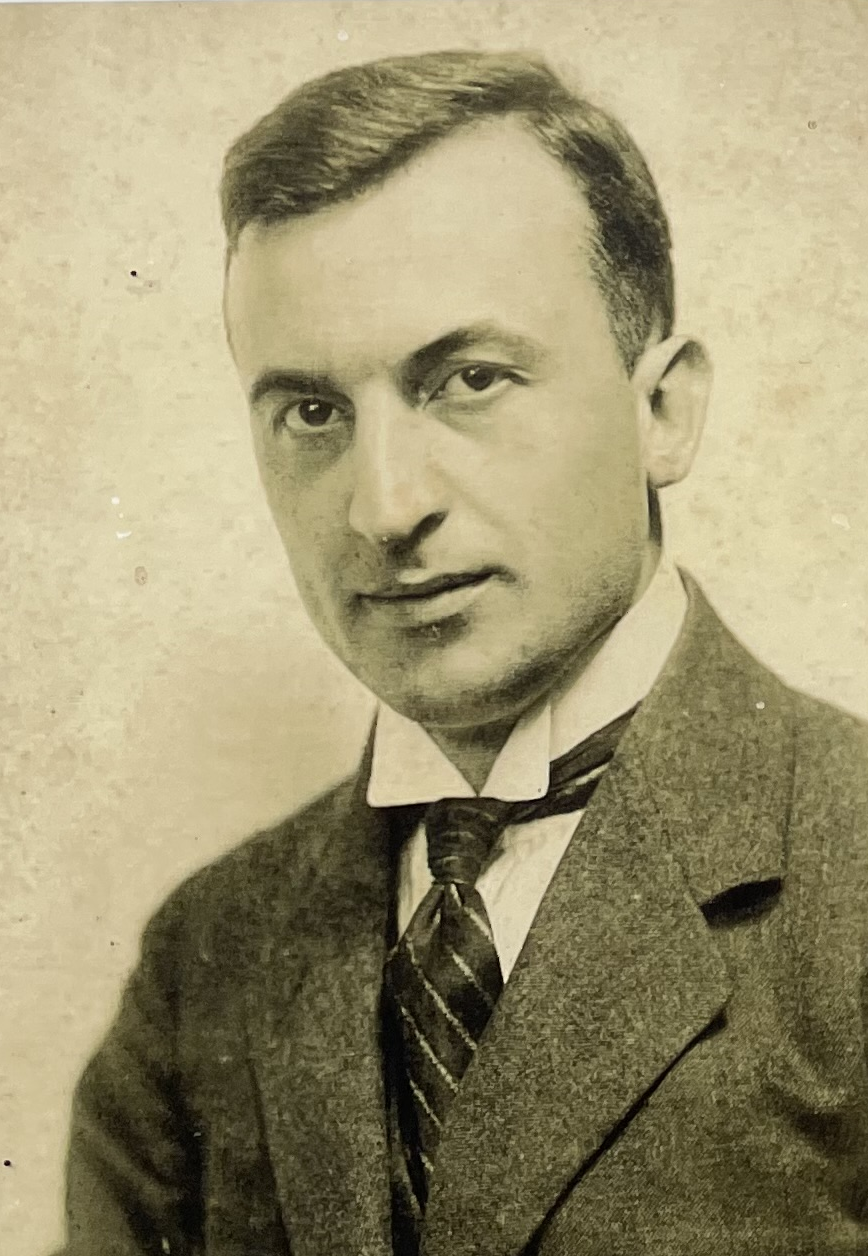
Ernst Alfred Janigk

Ernst Alfred Janigk (* 13. Mai 1889 in Koschendorf; † 18. September 1968 in Gelsenkirchen) war ein deutscher Kunst-, Porträt- und Landschaftsmaler.

## Leben

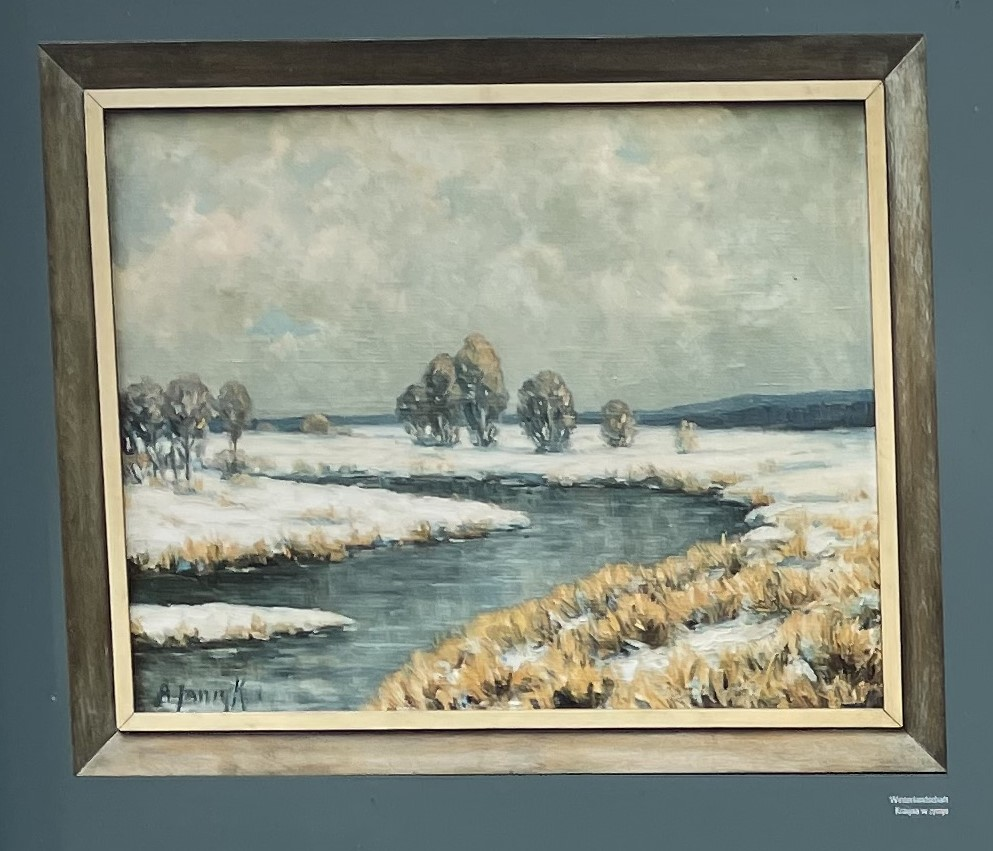
Winterlandschaft von Janigk

Janigk wurde als Sohn des Bauern Gustav Janigk und seiner Frau Anne Marie, geborene Lieschka, in Koschendorf geboren. Als Kind besuchte er die Dorfschule in Leuthen und absolviert anschließend eine Ausbildung als Dekorationsmaler in Cottbus. Auf Empfehlung seines Meisters nahm er zusätzlichen Malunterricht. Dabei wurde er vom Cottbuser Tuchfabrikanten Max Grünebaum gefördert. Von 1909 bis 1911 absolvierte er ein Studium an der Königlich Akademischen Hochschule für bildende Künste in Berlin und hörte dort unter anderem bei Wilhelm Herwarth und Georg Koch. Anschließend wechselte er zur Akademie der Bildenden Künste München und erlernte dort bei Peter Halm die Radierkunst sowie bei Carl von Marr weitere Maltechniken. Seine Studienreisen führten ihn in die Niederlausitz, auf die Insel Rügen, später auch nach Frankreich, Italien, Dalmatien und Norwegen. Im Jahr 1919 trat er in die Johannisloge Zum Brunnen in der Wüste sowie die Andreasloge Sitiens in Cottbus ein. Dort lebte und arbeitete er bis 1934 in der Schillerstraße 60. Nach dem Zweiten Weltkrieg erhielt er Auftragswerke aus dem Künstlerbund Cottbus. Im Jahr 1952 verließ er die DDR und wohnte zunächst in Bottrop, später in Gelsenkirchen. 

## Ausstellungen  (unvollständig)

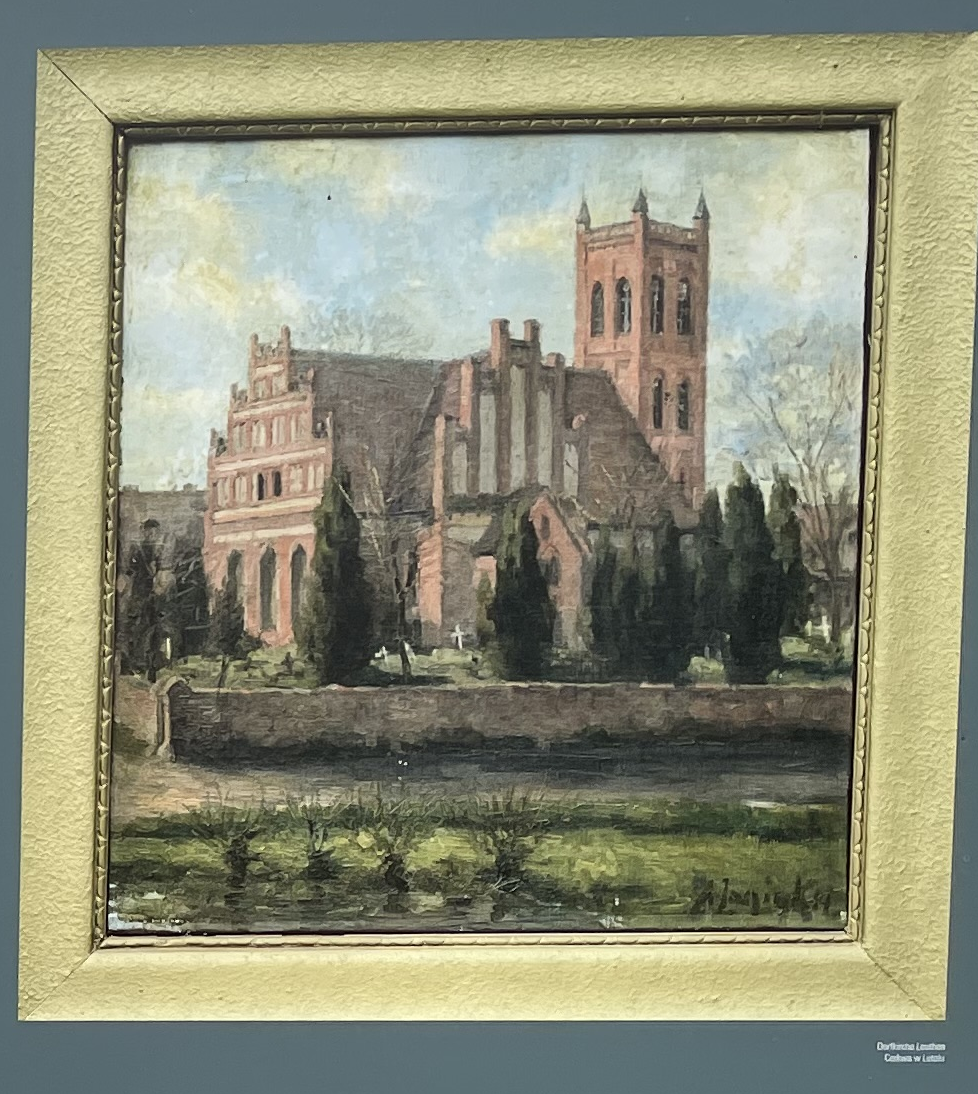
Dorfkirche Leuthen

- 1909: erste Arbeiten innerhalb der Fortbildungsschule Cottbus
- 1912: Kollektivausstellungen in der Cottbuser Kunsthandlung Broeßke
- 1928: Viehmarkthalle in Cottbus: Unsere Heimat im Bild mit Städtebildern von Janigk und Karl Göde
- 1931: Heimatkunstausstellung im Lübbener Schlossturm: Künstler des Spreewaldes mit Carl Noack, Bianca Commichau-Lippisch und Frieda Koppa
- 1951/1952: Ausstellung im Haus des Kulturbundes in Cottbus, gemeinsam mit Paul Busch
- 1954: Portraits von 13 Spielern und Vorständen für FC Schalke 04[1]
- 1990: Ausstellung im Bezirksmuseum Schloss Branitz
- 1994: ständige Ausstellung zweier Werke im Wendischen Museum
- 2002: Ausstellung im Museum Schloss Lübben: Spreewaldromantik – Künstler sehen eine Landschaft, 1840–1940
- 2006: Ausstellung im Stadtmuseum Cottbus im Rahmen der Exposition KottbusKunst
- 2007: Ausstellung im Wendischen Museum: Im Labyrinth der Spreekanäle

## Auszeichnungen und Ehrungen
- 1948: Malwettbewerb für Ölgemälde und Aquarelle, initiiert vom Cottbuser Volksbildungsamt für den Stadt- und Landkreis Cottbus: Zweiter Preis für das Gemälde Spreewaldwinter (gemeinsam mit Elisabeth Wolf)
- 2014: Die Gemeinde Drebkau benennt einen Platz in seinem Geburtsort in Alfred-Janigk-Platz um. Dort erinnert ein Findling und eine Informationstafel an den Sohn der Gemeinde.[2]

## Werke in öffentlichen Sammlungen
- Städtische Sammlungen, Stadtmuseum Cottbus, dort: Wendisches Museum[3]
- Museum Schalke 04[4]